# Guldnackad hackspett
Guldnackad hackspett (Melanerpes chrysauchen) är en fågel i familjen hackspettar inom ordningen hackspettartade fåglar.

## Utseende och läte
Guldnackad hackspett är en medelstor hackspett. Undersidan är beigefärgad, ovansidan svart, med tvärbandade svartvita flanker. En vit strimma löper nerför ryggens mitt. Huvudteckningen är distinkt med svart ögonmask och gult i panna och nacke. Hanen har röd hjässa, honan svart. 

## Utbredning och systematik
Fågelns utbredningsområde är sydvästra Costa Rica och angränsande västra Panama. Den behandlas som monotypisk, det vill säga att den inte delas in i några underarter.

## Levnadssätt
Guldnackad hackspett hittas i skogar och skogsbryn. Den ses enstaka eller i par.

## Status
Trots det begränsade utbredningsområdet och att den tros minska i antal anses beståndet vara livskraftigt av internationella naturvårdsunionen IUCN. Beståndet uppskattas till i storleksordningen 20 000 till 50 000 vuxna individer.